# Georg Münzel
Georg Münzel (* 5. Dezember 1968 in Bochum) ist ein deutscher Schauspieler.

## Leben
Als Jugendlicher sang Georg Münzel im Knabenchor der St. Nikolai-Kirche am Klosterstern im Hamburger Stadtteil Harvestehude, hatte Geigenunterricht und spielte im Schulorchester. Nach dem Abitur begann er Philosophie zu studieren, entschied sich dann aber für einen künstlerischen Beruf und besuchte von 1990 bis 1993 das Hamburger Schauspielstudio Frese. Zwischen 1994 und 2000 hatte Münzel Festengagements am Theater Dortmund, am Theater in Heilbronn und dem Staatstheater Nürnberg. Seitdem ist er freiberuflich tätig und überwiegend auf Hamburger Bühnen zu sehen, wie z. B. am Ernst-Deutsch-Theater, den Kammerspielen, dem Thalia Theater oder dem Altonaer Theater. Hier spielte er 2015 den Dirigenten Daniel Daréus in dem Stück Wie im Himmel auf der Grundlage des gleichnamigen Films des schwedischen Regisseurs Kay Pollak und konnte dabei seine musikalischen Fähigkeiten unter Beweis stellen.
Daneben ist Georg Münzel häufig Gast bei Festspielen, so 2015 bei den Burgfestspielen Jagsthausen und den Festspielen Heppenheim sowie in der Vergangenheit wiederholt bei den Bad Hersfelder Festspielen, wo er 2003 für seine Darstellung der Titelrolle in dem Kleist-Drama Prinz Friedrich von Homburg den Großen Hersfeld-Preis erhielt. 
Selten dagegen steht Georg Münzel vor der Kamera. Unter anderem war er 2011 in einer Episodenrolle der Serie Der Landarzt zu sehen.
2015 erhielt er für seine Regie des Stücks Fast genial am Altonaer Theater den Rolf-Mares-Preis.
Münzel lebt in Hamburg.

## Filmografie
- 2005: Happy End (Kurzfilm)
- 2011: Der Landarzt – Unsichtbare Wunden
- 2014: Das satanische Dickicht – EINS (Kurzfilm)
- 2015: Die Insassen